# پری‌ها (فیلم)
پری‌ها (به انگلیسی: Faeries) یک پویانمایی به کارگردانی گری هارست و به نویسندگی جوسلین استیونسون، محصول سال ۱۹۹۹ کشور بریتانیا است. کیت وینسلت، جرمی آیرونز، دوگری اسکات، شارلوت کول‌من و جین هرکس گفتارگردانان این پویانمایی هستند.

## داستان
در حالی‌که خانهٔ جدید نلی و برادر کوچکش جورج در حال بازسازی است، آن‌ها به مزرعه‌ای در حومهٔ شهر فرستاده می‌شوند؛ چیزی که جورج را بسیار خوشحال و نلی را بیزار می‌کند. اما خانهٔ مزرعه و اطراف آن پر از موجودات جادویی پریانی است که بیشترشان برای نلی نامرئی هستند، چون او به وجود پری‌ها باور ندارد. نخستین موجودی که این دو کودک به‌طور جدی با او روبه‌رو می‌شوند، یک هاب‌گابلین عبوس و کم‌محبت به نام بروم است (که نلی می‌تواند او را ببیند) و او (تقریباً به‌صورت مخفیانه) مراقب مزرعه است.
جورج هنگام بازی بیرون از خانه، به‌طور اتفاقی وارد یک دایرهٔ پری در اطراف درخت بلوطی عظیم و کهنسال می‌شود و به سرزمین پریان راه می‌یابد. نلی با دادن کیک‌های عسلی، بروم را راضی می‌کند که به او نشان دهد چگونه می‌توان پریان را دید و چگونه وارد سرزمین پریان شد. بروم به نلی هشدار می‌دهد که در آن‌جا نباید چیزی بخورد یا بنوشد، اما او درست زمانی به برادرش می‌رسد که جورج در حال خوردن یک کیک پری است. فردی سخت‌گیر به نام چادلی به آن‌ها می‌گوید که قانون سرزمین پری‌ها حکم می‌کند که هر انسان فانی که حتی یک لقمه از خوراکی‌های پریان را بخورد، باید برای همیشه در آن‌جا بماند. نلی و جورج به‌شدت و با صدای بلند اعتراض می‌کنند. این جنجال، توجه شاهزادهٔ پریان، آلبرشت، فرمانروای این سرزمین را جلب می‌کند که به آن‌ها فرصتی برای نجات پیشنهاد می‌دهد: انجام سه مأموریت.
اما چیزی که آن‌ها نمی‌دانند این است که برادر شیطانی شاهزاده، دگردیسی‌گر، و گابلین‌های زیردست او در تلاش‌اند با فریب کودکان و ساکنان پری (که در فیلم فقط مِری‌ویل، هاکابی، چادلی و استارکراس دیده می‌شوند)، حکومت سرزمین پریان را غصب کنند. دگردیسی‌گر اگر گوی جادویی، که عصای پادشاهی نیرومندی در دست برادرش است، را به‌دست آورد، می‌تواند به‌آسانی تاج‌وتخت را تصاحب کند. در همین حین، شاهزاده عاشق بریجید، یک کارگر خوش‌چهره و انسان در مزرعه و دوست کودکان می‌شود، و این اتفاق در پیشگویی کهن دربارهٔ آیندهٔ سرزمین پریان نقش تعیین‌کننده‌ای دارد.
نلی و جورج موفق می‌شوند بریجید را به سرزمین پریان بیاورند، جایی که او با شاهزاده آشنا می‌شود و عاشقش می‌گردد. بعدها کودکان در خنثی‌کردن نقشهٔ دگردیسی‌گر برای آغاز جنگ میان آلبرشت و شاهدخت پری که پیش‌تر به او وعدهٔ ازدواج داده شده بود، نقش مهمی ایفا می‌کنند. پس از شکست دگردیسی‌گر، شاهدخت به بریجید و آلبرشت برکت خود را می‌دهد و نلی و جورج شاهد ازدواج بریجید با آلبرشت و تبدیل او به یک پری می‌شوند. با انجام دو مأموریت، کودکان به مزرعه بازمی‌گردند، جایی که پری‌ها نامه‌ای جعلی برای توضیح ناپدیدشدن بریجید گذاشته‌اند.
مدتی بعد، کودکان بریجید را نزد دوستش می‌برند، کسی که به‌تازگی صاحب نوزادی شده که پسرخواندهٔ بریجید است (و بریجید را به یک پری مادرخوانده واقعی تبدیل می‌کند). اما دگردیسی‌گر آن‌ها را تعقیب کرده و نوزاد را می‌دزدد و یک گابلین جایگزین به‌جای او می‌گذارد. دگردیسی‌گر از بریجید می‌خواهد اگر می‌خواهد کودک را نجات دهد، گوی را برایش بدزدد. بریجید این معامله را انجام می‌دهد، اما وقتی بازمی‌گردد و پری‌ها را می‌بیند که به‌شدت پیر شده‌اند و آلبرشت در آستانهٔ مرگ است، وحشت‌زده می‌شود؛ زیرا گوی منبع جوانی و جاودانگی پری‌ها بوده است. تنها کسی که پیر نشده، بریجید است، چون مدت زیادی از تبدیل‌شدنش به پری نگذشته است. با کمی کمک از بروم، کودکان و بریجید نقشه‌ای می‌کشند. با استفاده از یک مهره، یک سوزن سنجاق‌سینه، و ذره‌ای جادوی هاب‌گابلینی، آن‌ها گوی تقلبی می‌سازند. نلی و جورج مخفیانه وارد مهمانی گابلین‌ها می‌شوند و گوی‌ها را با موفقیت جابه‌جا می‌کنند. بریجید گوی اصلی را به جایگاهش در قصر بازمی‌گرداند، جان پری‌ها را نجات می‌دهد و جوانی‌شان را بازمی‌گرداند.
دگردیسی‌گر که نمی‌داند گوی نزد او تقلبی است، به خیال اینکه برادرش و دیگر پری‌ها مرده‌اند، وارد سرزمین پریان می‌شود. او با کودکان روبه‌رو می‌شود که حقیقت را برایش فاش می‌کنند. آلبرشت از راه می‌رسد و با برادرش، که به هیولایی شبیه به یک آخوندک تبدیل شده، می‌جنگد و در نهایت پیروز می‌شود.
دگردیسی‌گر و همهٔ یارانش به‌جز یکی، به زندان انداخته می‌شوند. آخرین نفر از شناسایی می‌گریزد و فرار می‌کند. نلی و جورج سه مأموریت خود را به پایان رسانده‌اند، و به‌عنوان پاداش نجات سرزمین پریان، اجازه می‌یابند هرقدر که بخواهند از خوراکی‌های پری بخورند، بی‌آنکه مجبور باشند در آن‌جا بمانند یا مأموریت‌های تازه‌ای انجام دهند. فیلم با تصمیم کودکان برای تمدید اقامتشان در مزرعه و بازگشت پری‌ها به درخت به پایان می‌رسد.

## صداپیشگان و شخصیت‌ها
- کیت وینسلت در نقش بریگید
- جرمی آیرونز در نقش تغییرشکل‌دهنده
- دوگری اسکات در نقش شاهزاده پری
- شارلوت کول‌من در نقش مریوال
- جین هرکس در نقش هاکبی
- جون وایتفیلد در نقش خانم کومبز
- جان سشنز در نقش چارلی
- تونی رابینسون ذر نقش بروم
- فرد ریدج در نقش جرج
- کارلی اونیل در نقش نیل